# Jackass
Jackass je američka TV serija, prvobitno prikazivana na MTVu od 2000. do 2002. godine, u kojoj su prikazivani ljudi koji izvode razne opasne, besmislene i samopovređujuđe trikove i šale. Serija je poslužila kao odskočna daska za televizijsku i glumačku karijeru glumaca Johnnyja Knoxvillea i Bama Margera. Od 2002. godine poslovni partner MTVa je tvrtka Paramount Pictures- producirala je i objavila tri filma, nastavivši franšizu nakon završetka njenog televizijskog prikazivanja. Kao jedna od najpopularnijih MTV-evih emisija, pokrenula je nekoliko spin-of ova kao što su Viva La Bam, Wildboyz, Homewrecker, Dr. Steve-Oi Blastazoid. 
Ostali glumci koji nastupili u serijalu: Ehren McGhehey, Chris Pontius.

## Vanjske poveznice
- Jackass World: Official Site
- MTV: Jackass  Arhivirana inačica izvorne stranice od 24. srpnja 2008. (Wayback Machine)